# سیارک ۱۸۹۰۰۴
سیارک ۱۸۹۰۰۴ (به انگلیسی: 189004 Capys، نامگذاری:3184T-3) صد و هشتاد و نه هزار و چهارمین سیارک کشف شده‌است که در ۱۶ اکتبر ۱۹۷۷ کشف شد.